# 1987
1987 (MCMLXXXVII) byl rok, který dle gregoriánského kalendáře započal čtvrtkem.

## Události

### Československo
- 4. ledna – V Československé televizi byl odvysílán první díl známého magazínu pro kutily Receptář nejen na neděli, který moderoval Přemek Podlaha. Vzhledem k masové oblibě chataření a chalupaření v době normalizace v kombinaci s chronickým nedostatkem potřebného vybavení pro kutily získal pořad již od svého počátku značnou popularitu.[1]
- Počátek února zahájena výstavba provozních objektů budoucí jaderné elektrárny Temelín[2]
- 18. března – Na Staroměstském náměstí v Praze byla zahájena expedice Tatra kolem světa.
- 20. března – Předseda vlády České socialistické republiky a místopředseda vlády Československé socialistické republiky Josef Korčák požádal ze „zdravotních důvodů“ o uvolnění z obou funkcí. Prezident Gustáv Husák žádosti vyhověl. Na jeho místo byl na návrh ÚV KSČ jmenován Ladislav Adamec.[3]
- 1. dubna – Byl zahájen zkušební provoz letecké záchranné služby v Československu, a to pro území Středočeského kraje prostřednictvím vrtulníku Kryštof 01. Zpočátku byla služba provozována Leteckou správou Federálního ministerstva vnitra. Od 1. července zahájila provoz letecká záchranná služba také ve Středoslovenském a Východoslovenském kraji za pomoci vrtulníků letecké společnosti Slov-Air. Zahájení provozu předcházela přípravná opatření – vybudování heliportů v objektech nemocnic (zpočátku Praha – FTN Krč, FN na Bulovce a KÚNZ Banská Bystrica), zajištění speciálního zdravotnického zařízení, vyškolení personálu a celková koordinace organizace systému. Zkušební provoz ve Středočeském kraji byl financován Českou státní pojišťovnou, na Slovensku pak Zdravotnou správou Stredoslovenského KNV a Slovenskou štátnou poisťovňou.[4]
- 9.–11. dubna – Československo navštívil za značného zájmu veřejnosti generální tajemník ÚV KSSS Michail Gorbačov. V souvislosti s návštěvou byla v československé společnosti patrná naděje v uvolnění režimu a ve vyšší uplatňování zásad Přestavby. K žádným výraznějším politickým změnám však nedošlo – nejvyšší sovětský představitel setrval v podpoře vládnoucího křídla KSČ, nedošlo ani k žádnému obratu v hodnocení událostí roku 1968.[1]
- 4. května – Na sjezdu československých dramatických umělců vystoupil s relativně ostrým projevem k tématu Přestavby významný český herec Miloš Kopecký. Poukázal zejména na značný formalizmus v přístupu k proklamovaným společenským změnám. Hovořil o minimální obměně vedoucích politických pracovníků, pro něž byly jakékoliv výraznější změny nemyslitelné. Proto narážel na „umění včas odejít“, což bylo mířeno zejména vůči nejzkompromitovanějším představitelům režimu, jakými byli např. Vasil Biľak nebo Jan Fojtík. V projevu vznesl požadavek na zvýšení mravní a duchovní úrovně společnosti s důrazem na lidská práva, svobodu a toleranci.[1]
- 18. července – Na nově vybudovaném Masarykově okruhu v Brně se uskutečnil první motocyklový závod.
- 22. července – V Bruselu byla zahájena jednání mezi představiteli Československé socialistické republiky a Evropského hospodářského společenství v otázkách vzájemné obchodní výměny. Cílem bylo rozšíření vývozu tradičních českých výrobků, jakými jsou např. porcelán, sklo nebo obuv, do států EHS.
- 13. září – Na zámku v Lánech uspořádali členové Charty 77 pietní akt k 50. výročí úmrtí Tomáše Garrigua Masaryka.
- 15. září
  - Na Mezinárodním strojírenském veletrhu v Brně byl představen nový model automobilu vyráběný národním podnikem AZNP Mladá Boleslav – Škoda Favorit, který byl vyvinut ve spolupráci s italským studiem Bertone v Turíně. Vůz znamenal oproti doposud vyráběným modelům Škoda 120 značný pokrok – byla zmodernizována palubní deska, využito bylo podstatně atraktivnějšího designu. Nejvýraznější změnou bylo přesunutí motoru a poháněné nápravy do přední části vozu. Okamžitě po uvedení vozu na trh v roce 1988 se stal Favorit výrazně nedostatkovým zbožím.[5]
  - V lochotínském amfiteátru v Plzni se uskutečnil Mírový koncert uspořádaný na počest zavražděného švédského premiéra Olofa Palmeho. Na koncertě vystoupila velmi pestrá směsice hudebních umělců – na jedné straně například západoněmecká punková skupina Die Toten Hosen, nebo československá rocková skupina Stromboli, na druhé straně pak představitelé československého středního proudu – např. Dalibor Janda, nebo Michal David se skupinou Kroky Františka Janečka. Fanoušci „tvrdších“ druhů muziky vyprovokovaní exhibicí německých Toten Hosen poté s nelibostí „přivítali“ zpěváka Michala Davida, který zpíval hity z nového filmu Discopříběh, začali po něm házet kelímky od piva a štěrk a vypískali ho. Na základě těchto výtržností byl program koncertu pozměněn – další západoněmecká skupina podobného ražení již nevystoupila, výtržníci byli z koncertu vyvedeni a členové Toten Hosen byli vyhoštěni z Československa.[1][6]
- 18. září – Představitelé opozičního hnutí Československá demokratická iniciativa zaslali jménem padesáti československých občanů poslancům Federálního shromáždění ČSSR dopis vyzývající k zahájení demokratizace politických i veřejných poměrů. Požadovali zrušení všeobecně uplatňovaných kádrových zásad řízení, odstranění cenzury a dezinterpretace „nepohodlných“ historických skutečností, zlepšení životního prostředí a propuštění politických vězňů.[7]
- 12. listopadu – Na železničním přejezdu mezi stanicemi Nová Stráž a Zlatná na Ostrove v okr. Komárno došlo ke střetu čtyřvozového motorového osobního vlaku s nákladním vozem zn. Avia převážejícím potraviny. Vlaková souprava po nárazu vykolejila, přičemž se jeden z vagonů převrátil na bok do přilehlého močálu a rozdrtil 7 v něm cestujících lidí. Celkem si neštěstí vyžádalo 9 obětí.
- 3. prosince – Na zasedání vlády ČSSR byl schválen návrh zákona o sociálním zabezpečení. Provedené úpravy spočívaly v diferencovaném zvýšení všech důchodů s prohloubením principu zásluhovosti při vyměřování důchodů nových. Cílem opatření bylo posílení vlivu zásluh z doby pracovní aktivity na výši důchodu u pracujících se středními a vyššími výdělky. Vláda však zároveň podmínila přijetí tohoto opatření plněním plánovaného růstu národního důchodu a produktivity práce. Zákon vstoupil v platnost 1. října 1988.[8]
- 8. prosince – Při příležitosti 7. výročí zastřelení Johna Lennona se na Velkopřevorském náměstí v Praze na Kampě sešlo vzpomínkové shromáždění asi pěti set mladých lidí. Účastníci zároveň vzpomněli památky Jana Palacha a Jana Zajíce. Shromáždění se konalo u zdi, na níž neznámý umělec již po Lennonově smrti v roce 1980 ztvárnil jeho portrét, a která se od té doby stala místem setkání svobodně smýšlejících Lennonových příznivců.[9] Na místě pravidelně zasahovaly orgány Státní bezpečnosti. Před konáním shromáždění v roce 1987 zde byla instalována kamera. Setkání bylo následovně rozehnáno příslušníky bezpečnosti. Někteří účastníci byli zadrženi.[7]
- 10. prosince – Na den lidských práv se na Staroměstském náměstí uskutečnila demonstrace asi dvou tisíc občanů na podporu opoziční iniciativy Charta 77. Celá akce probíhala pod dohledem několika set příslušníků Veřejné i Státní tajné bezpečnosti. Značné množství účastníků demonstrace bylo následovně vyslýcháno.
- 17.–18. prosince – Na sedmém zasedání ÚV KSČ došlo k velmi výrazné kádrové obměně ve vedení strany. Na funkci generálního tajemníka ÚV KSČ rezignoval Gustáv Husák a do čela strany byl na jeho návrh jednomyslně zvolen Miloš Jakeš. Gustáv Husák však nadále zůstal prezidentem ČSSR.

### Svět
- 26. prosince 1986 – 4. ledna 1987 – Mistrovství světa juniorů v ledním hokeji v Piešťanech.
- 4. ledna – Lední hokejisté Kanady a Sovětského svazu byli vyloučeni z juniorského mistrovství světa v Piešťanech kvůli hromadné rvačce rozpoutané během jejich vzájemného zápasu.
- 17. března – Americká fregata USS Stark (FFG 31) omylem zasažena dvěma protilodními raketami AM-39 Exocet odpálenými iráckou Mirage F-1
- 25. března – Papež Jan Pavel II. vydal encykliku Redemptoris Mater o blahoslavené Panně Marii v životě katolické církve.
- 11. dubna – 12. dubna proběhly Světové dny mládeže v Buenos Aires
- 9. květen – došlo ke srážce říčního parníku a vlečné lodi na čínské řece Jang-c’, při které zahynulo 100 lidí.[10]
- 22. května – Začalo první MS v ragby, v zahajovacím zápase porazil Nový Zéland Itálii 70:6. Turnaje se zúčastnilo 16 zemí.
- 28. května – Německý letec Mathias Rust přistál s letounem Cessna 172 v centru Moskvy.
- 12. června – Americký prezident Ronald Reagan v projevu u Braniborské brány v Berlíně vyzval sovětského vůdce Michaila Gorbačova ke stržení Berlínské zdi.
- 11. července – počet lidí na Zemi překročil hranici 5 miliard.
- 7. září – V Bonnu se setkali představitelé Spolkové republiky Německo a Německé demokratické republiky Helmut Kohl a Erich Honecker.
- 16. září – byl přijat Montrealský protokol o látkách poškozujících ozónovou vrstvu Země
- 18. listopadu – Při požáru ve stanici King's Cross londýnského metra zemřelo 31 lidi.
- 29. listopadu – Při teroristickém útoku na jihokorejské letadlo Boeing 707 na lince z Bagdádu do Soulu zahynulo všech 115 lidí na palubě.
- Sovětský svaz se dostal za svůj ropný zlom.

## Vědy a umění
- Vznikl francouzský kreslený seriál Byl jednou jeden… život.
- Byly vydány knihy Norské dřevo (Haruki Murakami) a Poutník – Mágův deník (Paulo Coelho).

## Nobelova cena
- Nobelova cena za fyziku – Johannes Georg Bednorz, Karl Alexander Müller
- Nobelova cena za chemii – Donald J. Cram, Jean-Marie Lehn, Charles J. Pedersen
- Nobelova cena za fyziologii a medicínu – Susumu Tonegawa
- Nobelova cena za literaturu – Joseph Brodsky
- Nobelova cena za mír – Oscar Arias Sánchez
- Nobelova pamětní cena za ekonomii – Robert M. Solow

## Narození

### Česko

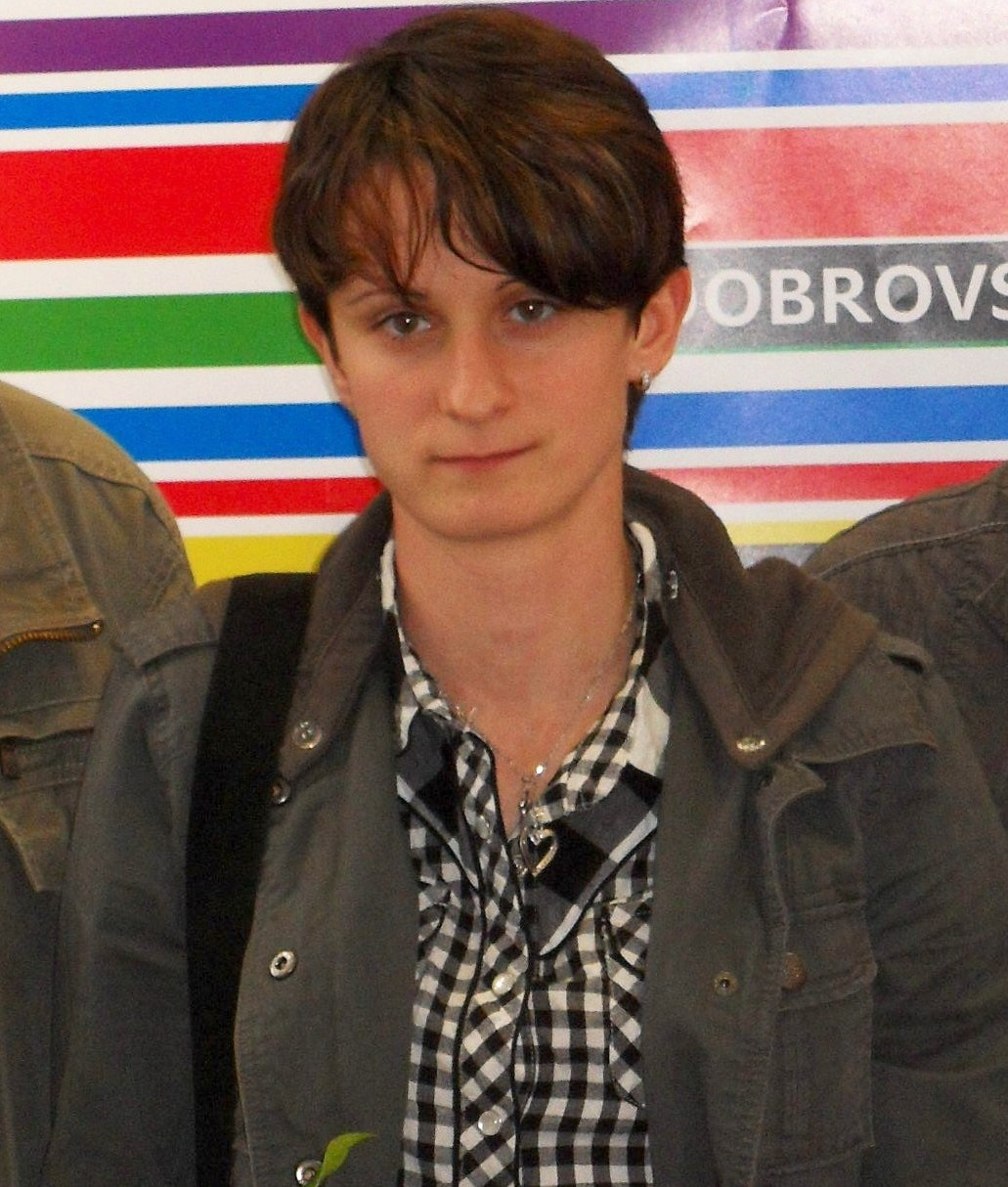
Martina Sáblíková (* 27. května)

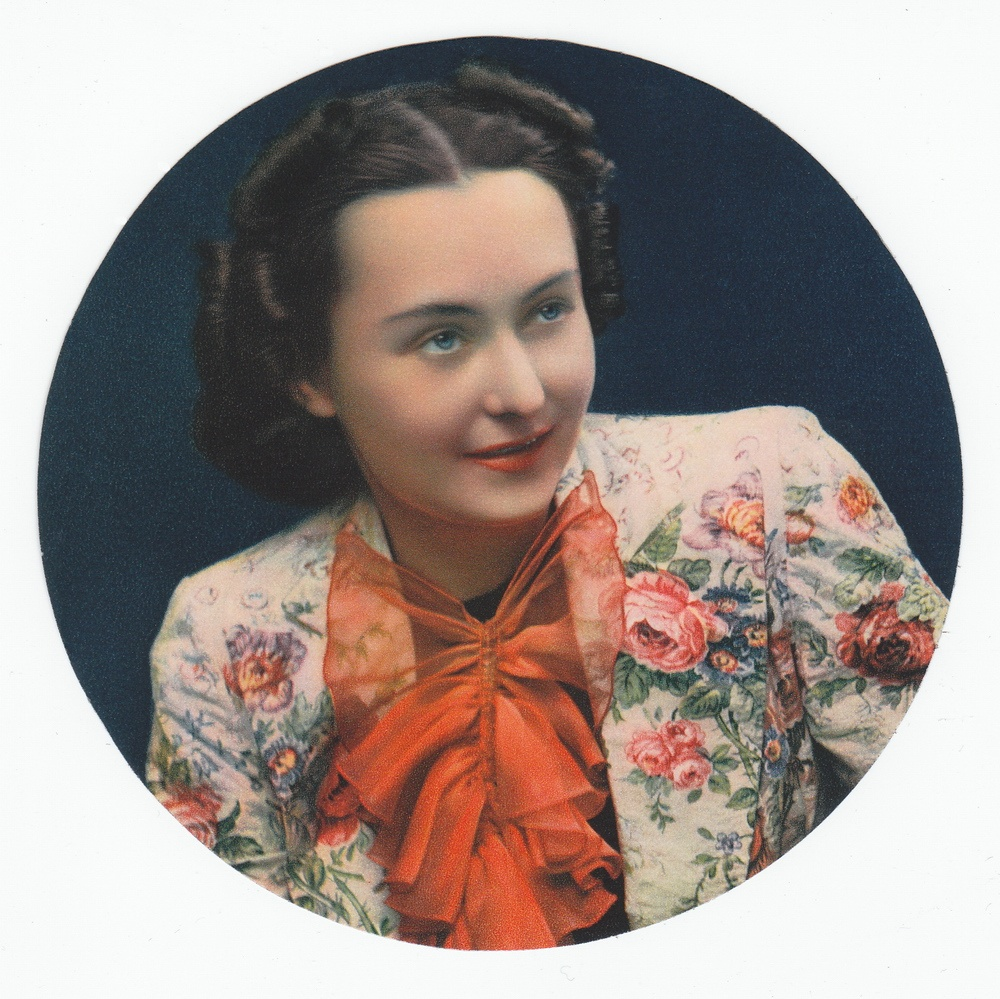
Hana Vítová († 3. březen)

- 05. ledna – Petr Janda, fotbalista
- 24. ledna – Marie Doležalová, herečka
- 04. února – Lucie Šafářová, tenistka
- 07. února – Martin Hanzal, lední hokejista
- 11. února – Tereza Vlk Huříková, bikerka a silniční cyklistka
- 21. února – Tomáš Okleštěk, fotbalista
- 26. února – Slávek Král, cestovatel a dobrodruh
- 10. března – Vavřinec Hradilek, vodní slalomář a kajakář
- 19. března – Mikuláš Ferjenčík, politik
- 16. dubna – Přemek Forejt, šéfkuchař
- 25. dubna – Zuzana Schindlerová, chodkyně
- 28. dubna – Vladimír Svačina, hokejista
- 27. května – Martina Sáblíková, rychlobruslařka
- 30. května – Libor Hroza, vicemistr světa v lezení na rychlost
- 01. června – Veronika Khek Kubařová, herečka
- 08. června – Ben Cristovao, zpěvák
- 14. července – Michaela Hrbková, házenkářka
- 27. července – Arnošt Ceral, skateboardista
- 09. srpna – Štěpán Stráník, bouldrista
- 18. srpna – Zuzana Jandová, modelka
- 31. srpna – Ondřej Pavelec, hokejový brankář
- 11. září – Aleš Chmelař, ekonom
- 27. října – Michal Bárta, hokejista
- 03. listopadu – Dominik Halmoši, hokejista
- 06. prosince – Milan Kocourek, atlet
- 21. prosince – Marek Adamczyk, herec

### Svět

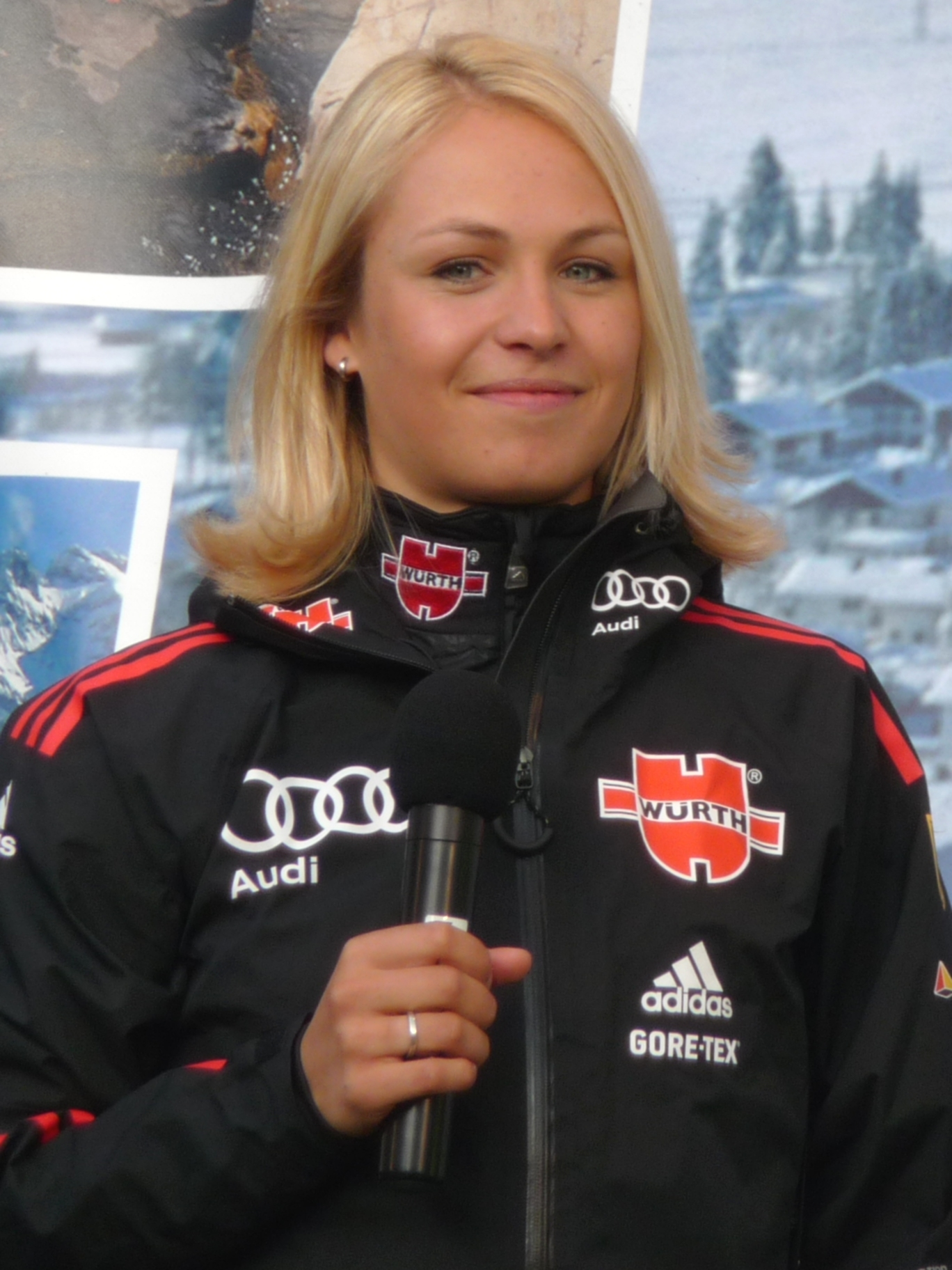
Magdalena Neunerová (* 9. února)

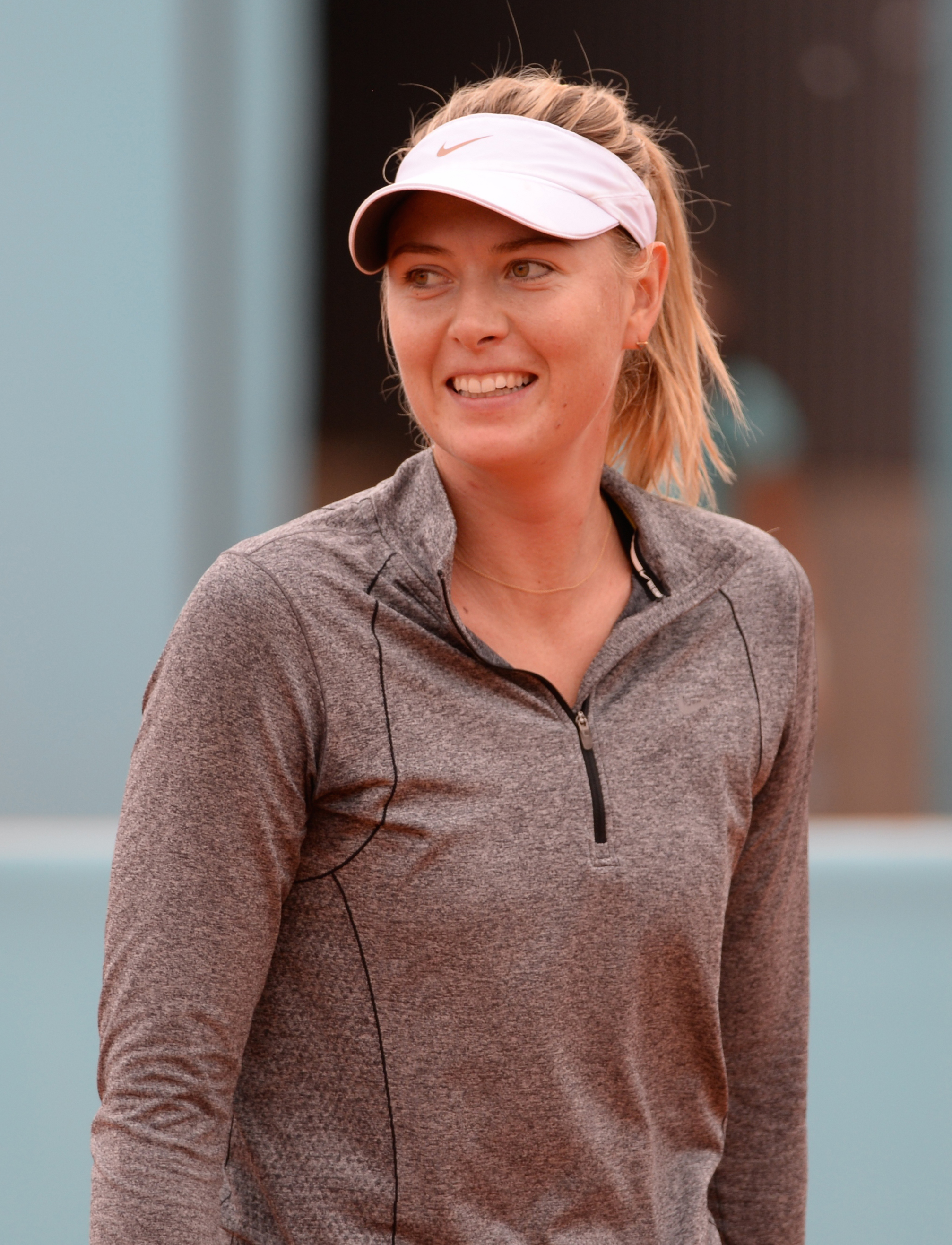
Maria Šarapovová (* 19. dubna)

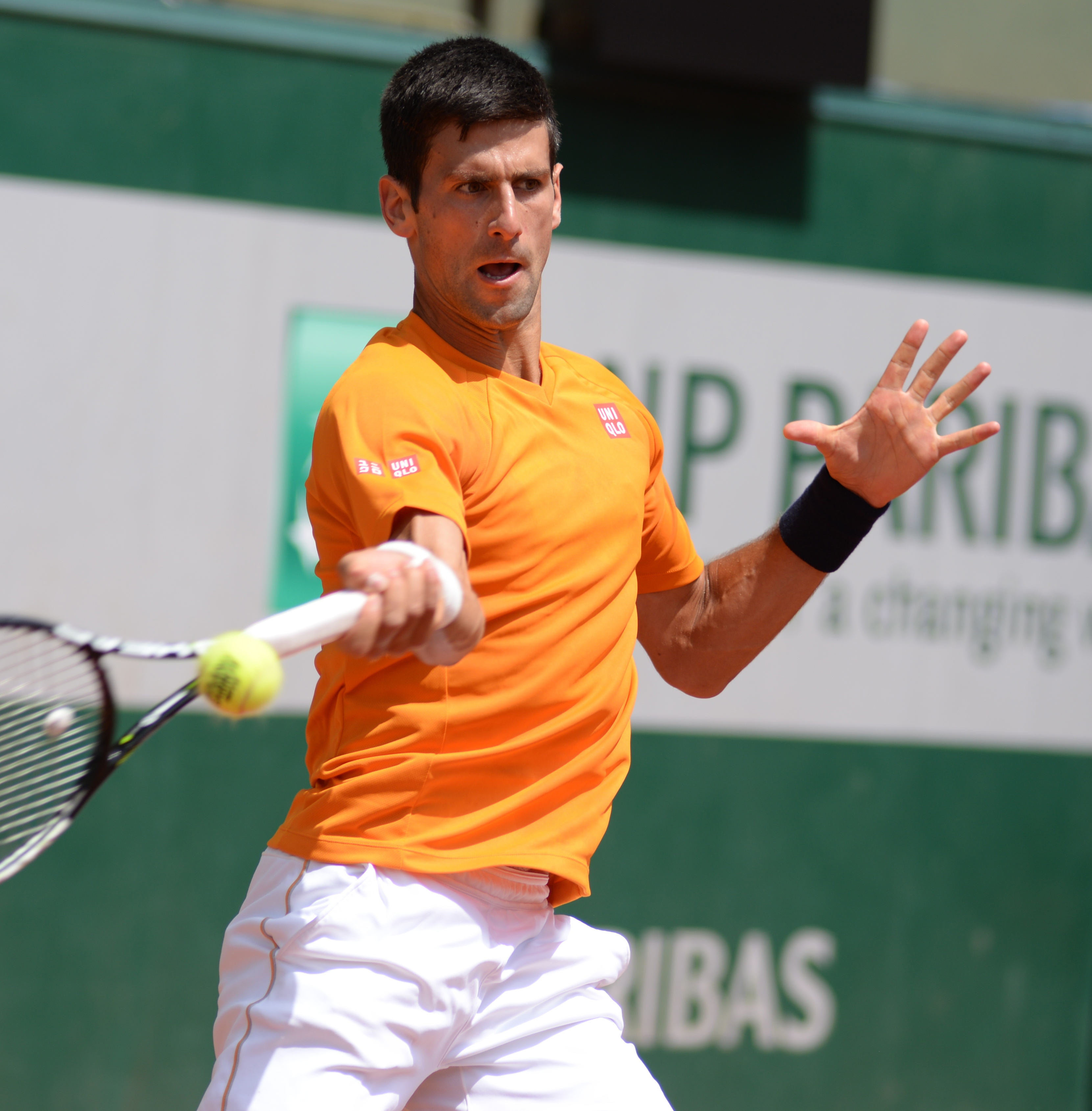
Novak Djoković (* 22. května)

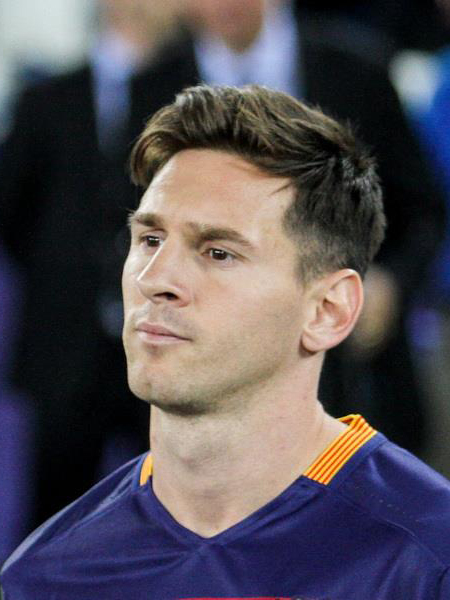
Lionel Messi (* 24. června)

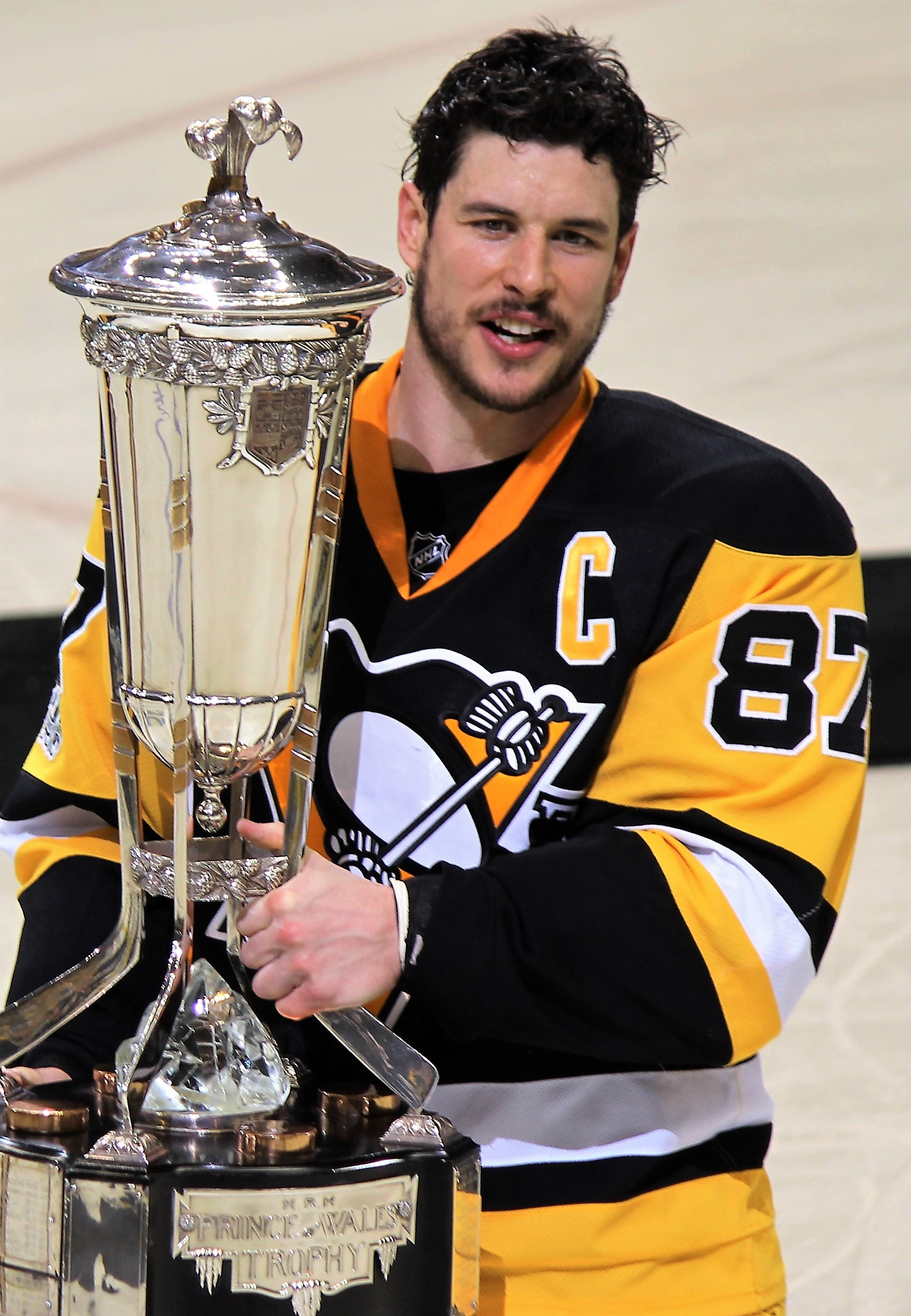
Sidney Crosby (* 7. srpna)

- 04. ledna – Liliana Fernándezová, španělská plážová volejbalistka
- 9. ledna – Nicola Coughlanová, irská herečka
- 11. ledna – Michaela Stanifordová, anglická ragbistka
- 14. ledna – Olha Bežko, ukrajinská sportovní lezkyně
- 21. ledna
  - Tariku Bekele, etiopský atlet
  - Sun Šeng-nan, čínská tenistka
  - Maša Zecová Peškiričová, slovinská tenistka
- 24. ledna – Wayne Hennessey, velšský fotbalový brankář
- 25. ledna – Maria Kirilenková, ruská tenistka
- 26. ledna – Sebastian Giovinco, italský fotbalista
- 30. ledna – Arda Turan, turecký fotbalista
- 01. února – Patrik Mráz, slovenský fotbalista
- 08. února – Carolina Kostnerová, italská krasobruslařka
- 09. února
  - Magdalena Neunerová, německá biatlonistka
  - Michael B. Jordan, americký herec
- 10. února – Frederiek Nolf, belgický cyklista († 5. února 2009)
- 11. února – Ellen van Dijková, nizozemská cyklistka
- 12. února – Jérémy Chardy, francouzský tenista
- 13. února – Martin Gründling, slovenský hokejista
- 21. února – Ashley Greene, americká herečka
- 23. února – Cukasa Umesaki, japonský fotbalista
- 26. února – Juraj Kucka, slovenský fotbalista
- 27. února – Juraj Piroska, slovenský fotbalista
- 01. března – Kesha, americká zpěvačka a skladatelka
- 05. března – Anna Čakvetadzeová, ruská tenistka
- 06. března – Mário Bližňák, slovenský hokejista
- 12. března – Jessica Hardyová, americká plavkyně
- 14. března – Aravane Rezaïová, francouzská tenistka
- 24. března
  - Franziska Hildebrandová, německá biatlonistka
  - Benjamin Savšek, slovinský vodní slalomář
- 27. března – Polina Gagarinová, ruská zpěvačka
- 29. března – Chris Ashton, anglický ragbista
- 02. dubna – Matthias Bachinger, německý tenista
- 03. dubna – Martyn Rooney, britský atlet
- 06. dubna – Robin Haase, nizozemský tenista
- 09. dubna – Jesse McCartney, americký zpěvák a herec
- 12. dubna – Brendon Urie, americký zpěvák
- 18. dubna – Rosie Huntington-Whiteleyová, britská modelka a herečka
- 19. dubna
  - Maria Šarapovová, ruská tenistka
  - Joe Hart, anglický fotbalový brankář
- 22. dubna – David Luiz, brazilský fotbalista
- 28. dubna – Rafał Buszek, polský volejbalista
- 29. dubna – Sara Erraniová, italská tenistka
- 01. května
  - Šachar Pe'erová, izraelská tenistka
  - Leonardo Bonucci, italský fotbalista
- 02. května – Filip Filipović, srbský vodní pólista
- 04. května – Cesc Fàbregas, španělský fotbalista
- 13. května
  - Marianne Vosová, nizozemská cyklistka
  - Candice King, americká herečka
- 15. května
  - Andy Murray, skotský tenista
  - Leonardo Mayer, argentinský tenista
  - Anaïs Bescondová, francouzská biatlonistka
- 22. května – Novak Djoković, srbský tenista
- 24. května – Fabio Fognini, italský tenista
- 27. května – Bella Heathcote, australská herečka
- 03. června – Lalaine Vergara-Paras, americká herečka a zpěvačka
- 11. června – Marsel İlhan, turecký tenista
- 13. června
  - Alizée Dufraisse, francouzská sportovní lezkyně
  - Marcin Lewandowski, polský atlet, běžec
- 16. června – Krasimir Anev, bulharský biatlonista
- 17. června – Ľuboš Kamenár, slovenský fotbalový brankář
- 20. června – Carsten Ball, australský tenista
- 22. června – František Janečko, slovenský běžec na lyžích
- 24. června – Lionel Messi, argentinský fotbalista
- 26. června – Samir Nasri, francouzsky fotbalista
- 28. června – Karin Knappová, italská tenistka
- 30. června – Torsten van Jaarsveld, namibijský ragbista
- 02. července – Ruslana Koršunovová, kazašská modelka († 28. června 2008)
- 03. července – Sebastian Vettel, německý pilot Formule 1
- 05. července – Alexander Kristoff, norský silniční cyklista
- 06. července – Kate Nash, britská zpěvačka
- 15. července – Kazujasu Minobe, japonský sportovní šermíř
- 17. července
  - Daniel Brands, německý tenista
  - Kirill Gotovcev ruský ragbista
- 18. července – Chloé Graftiauxová, belgická sportovní lezkyně († 21. srpna 2010)
- 22. července – Andrej Golubjev, kazašský tenista
- 24. července – Vasilij Artěmjev, ruský ragbista
- 27. července – Marek Hamšík, slovenský fotbalista
- 01. srpna
  - Pavel Batušev, ruský horolezec
  - Jakov Fak, chorvatský biatlonista
- 05. srpna – Benjamin Compaoré, francouzský atlet, trojskokan
- 07. srpna – Sidney Crosby, kanadský lední hokejista
- 13. srpna – Xenija Alexejevová, ruská horolezkyně
- 19. srpna – Nico Hülkenberg, německý jezdec F1
- 24. srpna – Anže Kopitar, slovinský lední hokejista
- 28. srpna – Daigo Niši, japonský fotbalista
- 05. září – James Dasaolu, britský atlet
- 6. září – Andrea Lekićová, srbská házenkářka
- 07. září – Evan Rachel Woodová, americká herečka
- 08. září
  - Illja Marčenko, ukrajinský tenista
  - Alexandre Bilodeau, kanadský akrobatický lyžař
- 09. září
  - Andrea Petkovicová, německá tenistka
  - Afrojack, nizozemský hudební producent a DJ
- 10. září - Lou Reed velšský ragbista
- 12. září – Jaroslava Švedovová, ruská tenistka
- 13. září – Cvetana Pironkovová, bulharská tenistka
- 14. září – Aok Sokunkanha, kambodžská zpěvačka
- 18. září – Voria Ghafouri, íránský fotbalista
- 20. září
  - Gabriele Moroni, italský sportovní lezec
  - Olga Savčuková, ukrajinská tenistka
  - Alex Pullin, australský snowboarder a olympionik († 8. července 2020)
- 22. září
  - Bojan Šaranov, srbský fotbalista
  - Tom Felton, britský herec
- 25. září – Monica Niculescuová, rumunská tenistka
- 28. září – Hilary Duff, americká herečka a zpěvačka
- 29. září – Anaïs Demoustierová, francouzská herečka
- 30. září – Flora Duffyová, bermudská triatlonistka
- 01. října – Matthew Daddario, americký herec
- 7. října
  - Sam Querrey, americký tenista
  - Cian Healy, irský ragbista
- 08. října – Aja Hirano, japonská zpěvačka
- 12. října – Damiano Caruso, italský silniční cyklista
- 15. října – Jesse Levine, americký tenista
- 18. října – Zac Efron, americký herec, zpěvák a tanečník
- 22. října – Mikkel Hansen, dánský házenkář
- 26. října – Zena Cardmanová, americká geobioložka a astronautka
- 01. listopadu – Adam Ďurica, slovenský zpěvák a textař
- 02. listopadu
  - Matej Beňuš, slovenský vodní slalomář
  - Danny Munyao, zambijský fotbalista
- 03. listopadu
  - Alla Kudrjavcevová, ruská tenistka
  - Lukáš Lacko, slovenský tenista
- 06. listopadu – Ana Ivanovićová, srbská tenistka
- 09. listopadu – Mari Ederová, finská běžkyně na lyžích a biatlonistka
- 19. listopadu – Sílvia Solerová Espinosová, španělská tenistka
- 22. listopadu
  - Igor Šemrinec, slovenský fotbalista
  - Marouane Fellaini, belgický fotbalista
- 23. listopadu – Michal Chovan, slovenský hokejový a hokejbalový útočník
- 26. listopadu – Matthew Ebden, australský tenista
- 28. listopadu – Karen Gillanová, skotská herečka
- 02. prosince – Isaac Promise, nigerijský fotbalový útočník
- 07. prosince – Aaron Carter, americký rapper († 5. listopadu 2022)
- 19. prosince – Karim Benzema, francouzská fotbalový útočník
- 20. prosince – Emmanuel Ekpo, nigerijský fotbalový záložník
- 30. prosince – Thomaz Bellucci, brazilský tenista
- 31. prosince – Nemanja Nikolić, maďarský fotbalový útočník
- 0?
  - Jevgenija Malamidová, ruská sportovní lezkyně
  - Marija Tolokoninová, ruská horolezkyně
  - Tamara Uldžabajevová, kazašská sportovním lezkyně

## Úmrtí

### Česko

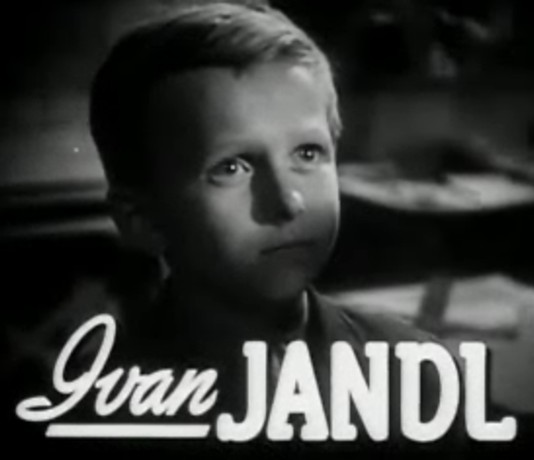
Ivan Jandl († 21. listopad)

- 06. ledna – Pavel Trost, jazykovědec a literární vědec (* 3. října 1907)
- 12. ledna – Zdeněk Kampf, herec (* 20. září 1920)
- 25. ledna – Emil Hlobil, hudební skladatel (* 11. října 1901)
- 29. ledna – Sláva Volný, redaktor Svobodné Evropy (* 11. srpna 1928)
- 12. února – František Kahuda, fyzik, pedagog a politik (* 3. ledna 1911)
- 13. února – Oldřich Okáč, filmový architekt (* 14. dubna 1925)
- 19. února – Milada Marešová, malířka a ilustrátorka (* 16. listopadu 1901)
- 01. března – Vilém Nový, československý politik (* 16. května 1904)
- 03. března
  - Lubor Těhník, keramik, pedagog a designér (* 12. prosince 1926)
  - Hana Vítová, herečka (* 24. ledna 1914)
- 05. března – Jiří Hronek, spisovatel a novinář (* 1. května 1905)
- 06. března – Alois Moravec, malíř, grafik, ilustrátor a pedagog (* 5. ledna 1899)
- 18. března – Stanislav Sůva, architekt (* 17. ledna 1912)
- 23. března – Vladimír Škacha, voják a příslušník výsadku Silver B (* 17. května 1920)
- 25. března – Gusta Fučíková, komunistická politička (* 28. srpna 1903)
- 04. dubna – Jana Obrovská, hudební skladatelka (* 13. září 1930)
- 27. dubna – Václav Kaňkovský, herec (* 16. října 1917)
- 06. května
  - Stanislav Lusk, reprezentant ve veslování, olympijský vítěz (* 12. listopadu 1931)
  - Karel Plicka, folklorista, hudebník, scenárista, režisér, kameraman a fotograf (* 14. října 1894)
- 10. května – Miroslav Venhoda, hudební skladatel a teoretik, dirigent (* 14. srpna 1915)
- 15. května – Bořivoj Lůžek, archivář a historik (* 21. dubna 1921)
- 17. května – Ota Dub, lékař a spisovatel (* 8. února 1909)
- 19. května – Miroslav Berka, klávesista a klavírista skupiny Olympic (* 22. října 1944)
- 20. května – Jan Kutálek, výtvarník, sochař-keramik (* 20. července 1917)
- 21. května – Marie Větrovská, sportovní gymnastka, stříbrná medaile na LOH 1936 (* 26. června 1912)
- 24. května – Josef Kostohryz, spisovatel a překladatel (* 25. prosince 1907)
- 06. června – Eduard Petiška, básník a romanopisec (* 14. května 1924)
- 08. června – Vladimír Lébl, muzikolog, divadelní a hudební publicista (* 6. února 1928)
- 11. června – Eduard Hofman, tvůrce animovaných filmů (* 16. května 1914)
- 12. června – Tomáš Švihovec, hokejový reprezentant (* 14. ledna 1900)
- 23. června – Rudolf Plajner, pedagog a skaut (* 5. dubna 1901)
- 27. června – František Šafránek, fotbalový reprezentant (* 2. ledna 1931)
- 02. července
  - Josef Novák, malíř, grafik, ilustrátor, karikaturista, pedagog, fotograf (* 7. listopadu 1902)
  - Václav Černý, literární vědec (* 26. března 1905)
- 05. července – Karel Steklý, herec, scenárista a režisér (* 9. října 1903)
- 07. července
  - Milan Hegar, knižní grafik, typograf (* 8. května 1921)
  - Bohuslav Tobiška, československý vojenský letec (* 22. ledna 1914)
  - Josef Mach, herec, scenárista a režisér (* 25. února 1909)
- 16. července – Jaroslav Kovář mladší, architekt a kreslíř (* 21. září 1905)
- 03. srpna – Zdeněk Buchvaldek, herec, režisér a politik (* 15. ledna 1928)
- 06. srpna – Josef Hrabák, literární historik, teoretik a kritik (* 3. prosince 1912)
- 07. srpna – Bohumil Sekla, zakladatel české lékařské genetiky (* 16. května 1901)
- 11. srpna – Josef Šindelář, legionář a amatérský botanik Kladenska (* 28. února 1894)
- 14. srpna
  - Zdenko Nováček, hudební teoretik a politik (* 16. srpna 1923)
  - Vilém Sacher, generál a spisovatel (* 17. února 1907)
- 20. srpna – Filip Jánský, letec a spisovatel (* 4. září 1922)
- 30. srpna – Ivan Otto Mikšovič, skaut, novinář a spisovatel (* 2. října 1909)
- 02. září – Stanislav Vrbík, varhaník, hudební skladatel, spisovatel, básník a pedagog (* 8. června 1907)
- 09. září – Vratislav Mazák, biolog (* 22. června 1937)
- 11. září – Ladislav Stehlík, básník, spisovatel a malíř (* 26. června 1908)
- 26. září – Marie Brožová, filmová a divadelní herečka (* 14. září 1901)
- 27. září – Jan Sokol, architekt (* 25. května 1904)
- 30. září – Jaroslav Popelka, kněz a misionář (* 12. května 1917)
- 06. října – Ladislav Hájek, archeolog (* 10. února 1909)
- 10. října – Jaroslav Bouček, fotbalový reprezentant (* 13. listopadu 1912)
- 12. října – Bora Kříž, jazzový hudebník, multiinstrumentalista (* 6. července 1926)
- 19. října – Ervína Brokešová, houslistka (* 27. ledna 1900)
- 05. listopadu – Josef Kutík, spisovatel (* 5. dubna 1923)
- 12. listopadu – Václav Bednář, operní pěvec (* 20. prosince 1905)
- 17. listopadu – Vladimír Šustr, spisovatel (* 29. prosince 1913)
- 21. listopadu
  - Ivan Jandl, dětský herec, držitel dětského Oscara (* 24. ledna 1937)
  - Karel Raška, epidemiolog (* 17. listopadu 1909)
- 24. listopadu – Bohumír Lifka, knihovník, bibliofil, heraldik a archivář (* 24. března 1900)
- 30. listopadu – Josef Vrana, biskup a apoštolský administrátor olomoucké arcidiecéze (* 17. října 1905)
- 03. prosince – Metoděj Florian, grafik, řezbář a hudebník (* 6. prosince 1904)
- 08. prosince
  - Josef Vacke, malíř (* 18. července 1907)
  - Vladimír Tosek, publicista, překladatel a tlumočník (* 11. června 1919)
- 15. prosince – Bohumil Říha, spisovatel (* 27. února 1907)
- 21. prosince – Jaroslav Paur, malíř (* 25. července 1918)
- 22. prosince – Karel Houska, herec (* 15. října 1916)
- 23. prosince – Aleš Drvota, zpěvák (* 28. července 1954)

### Svět

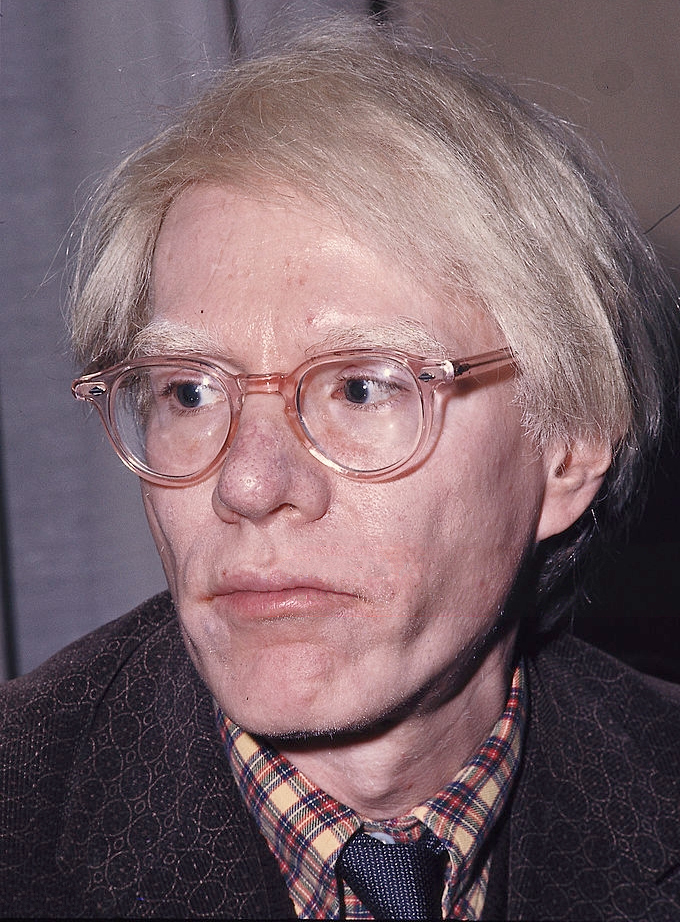
Andy Warhol († 22. únor)

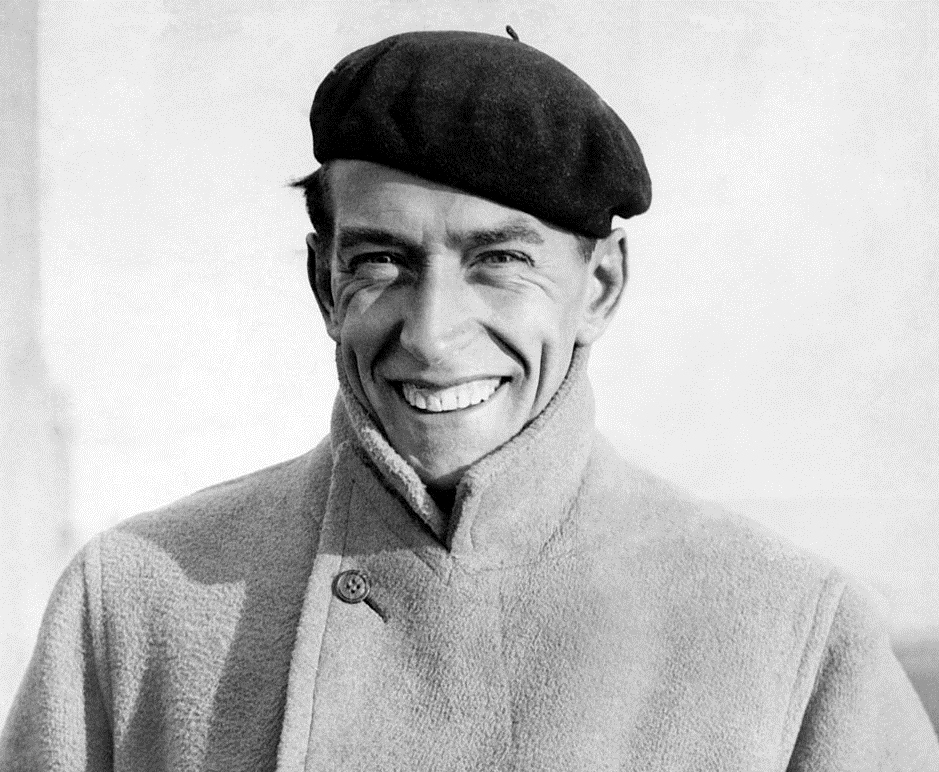
Henri Cochet († 1. duben)

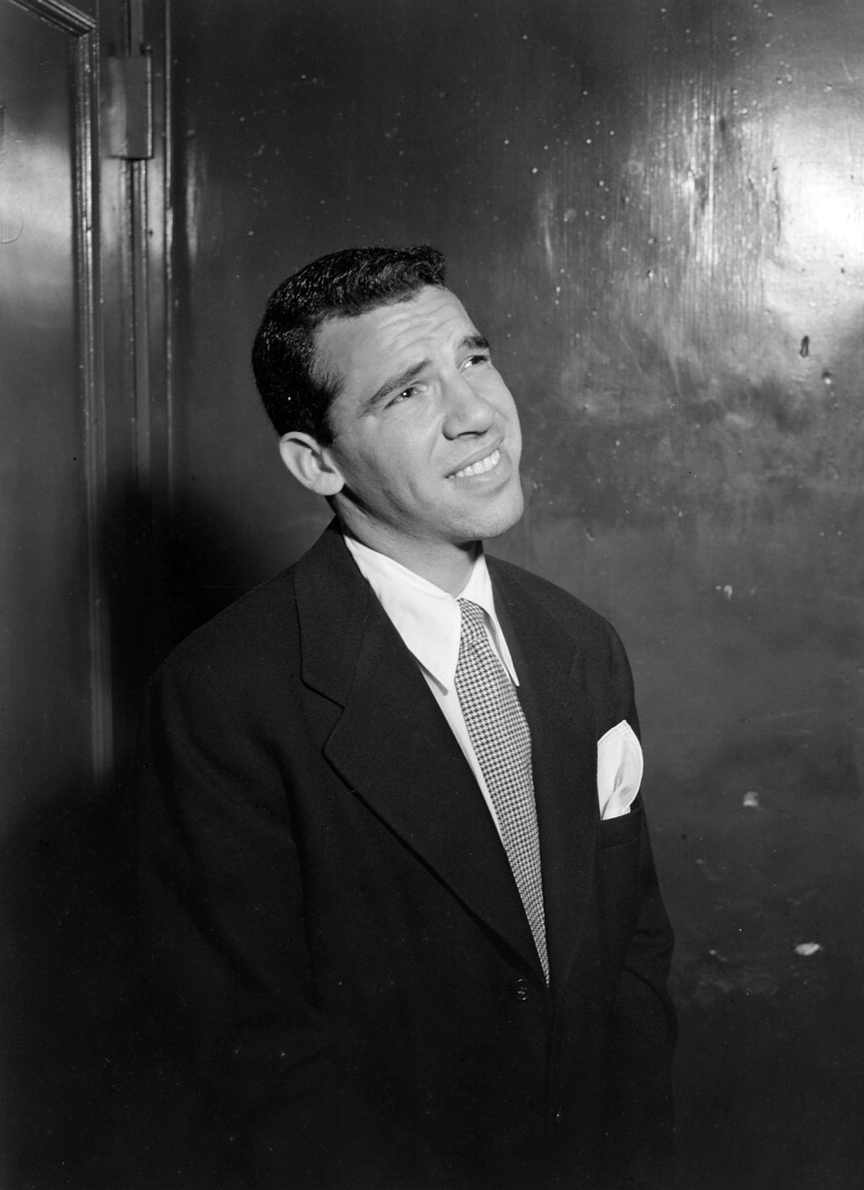
Buddy Rich († 2. duben)

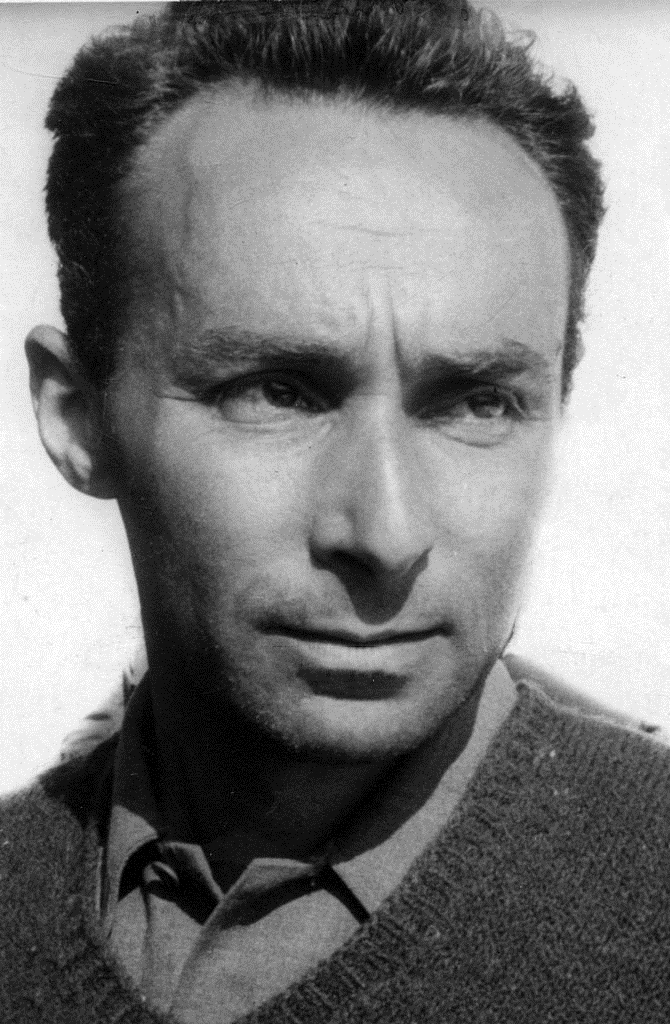
Primo Levi († 11. duben)

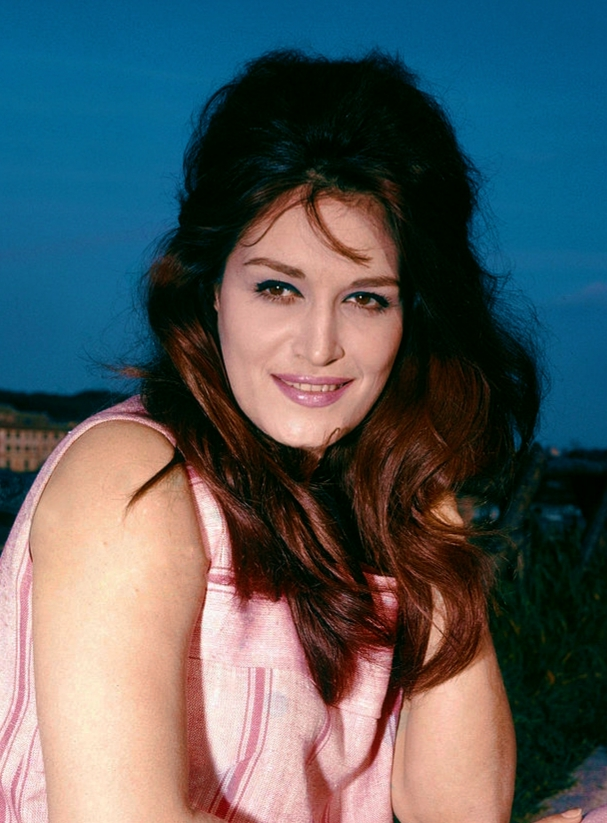
Dalida († 3. květen)

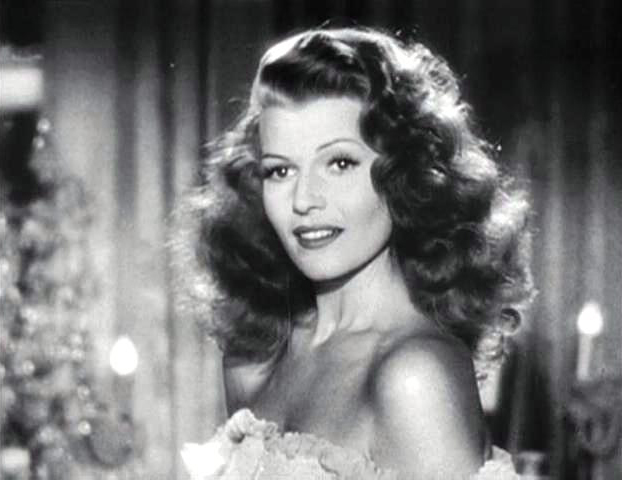
Rita Hayworthová († 14. květen)

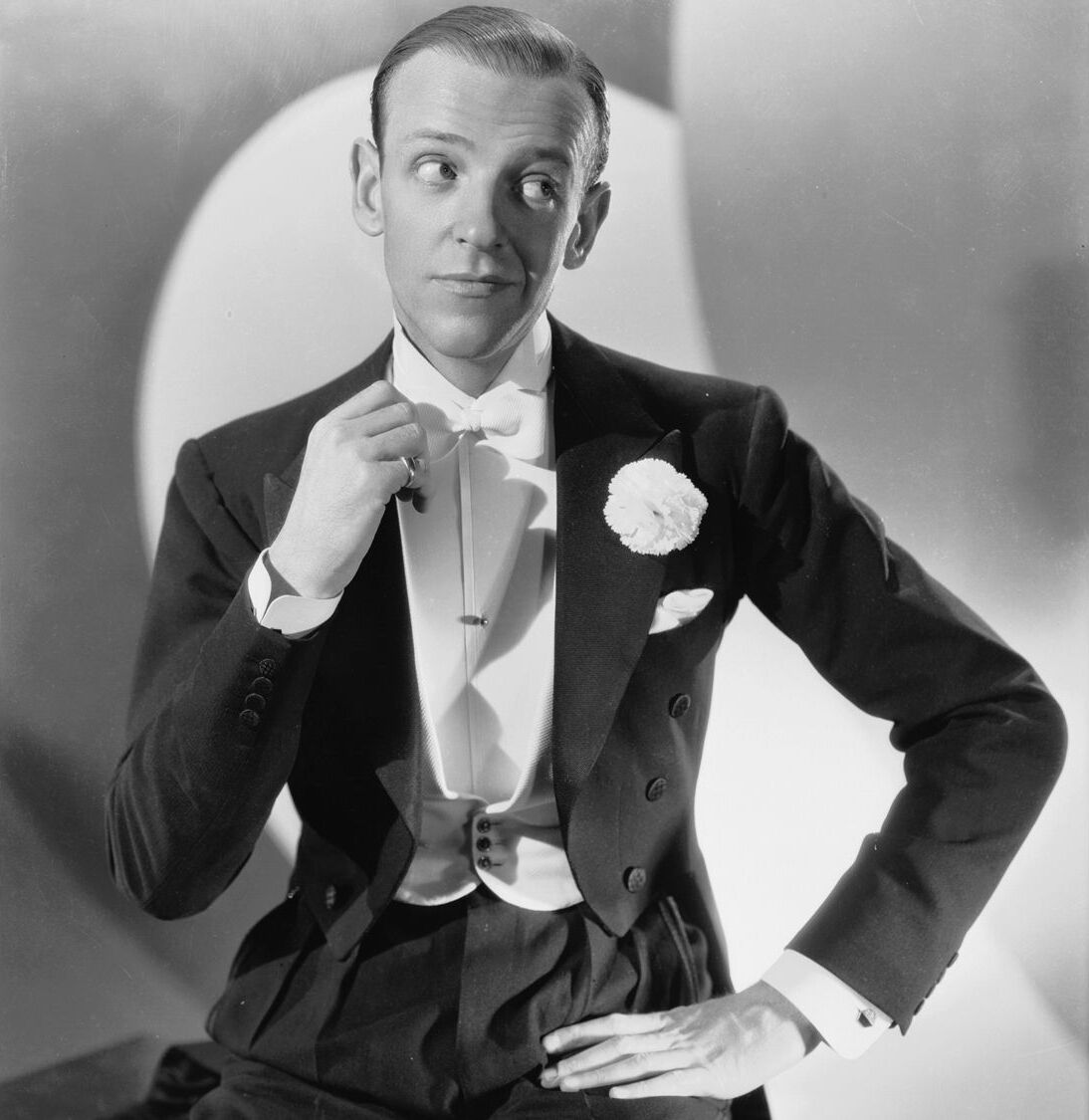
Fred Astaire († 22. červen)

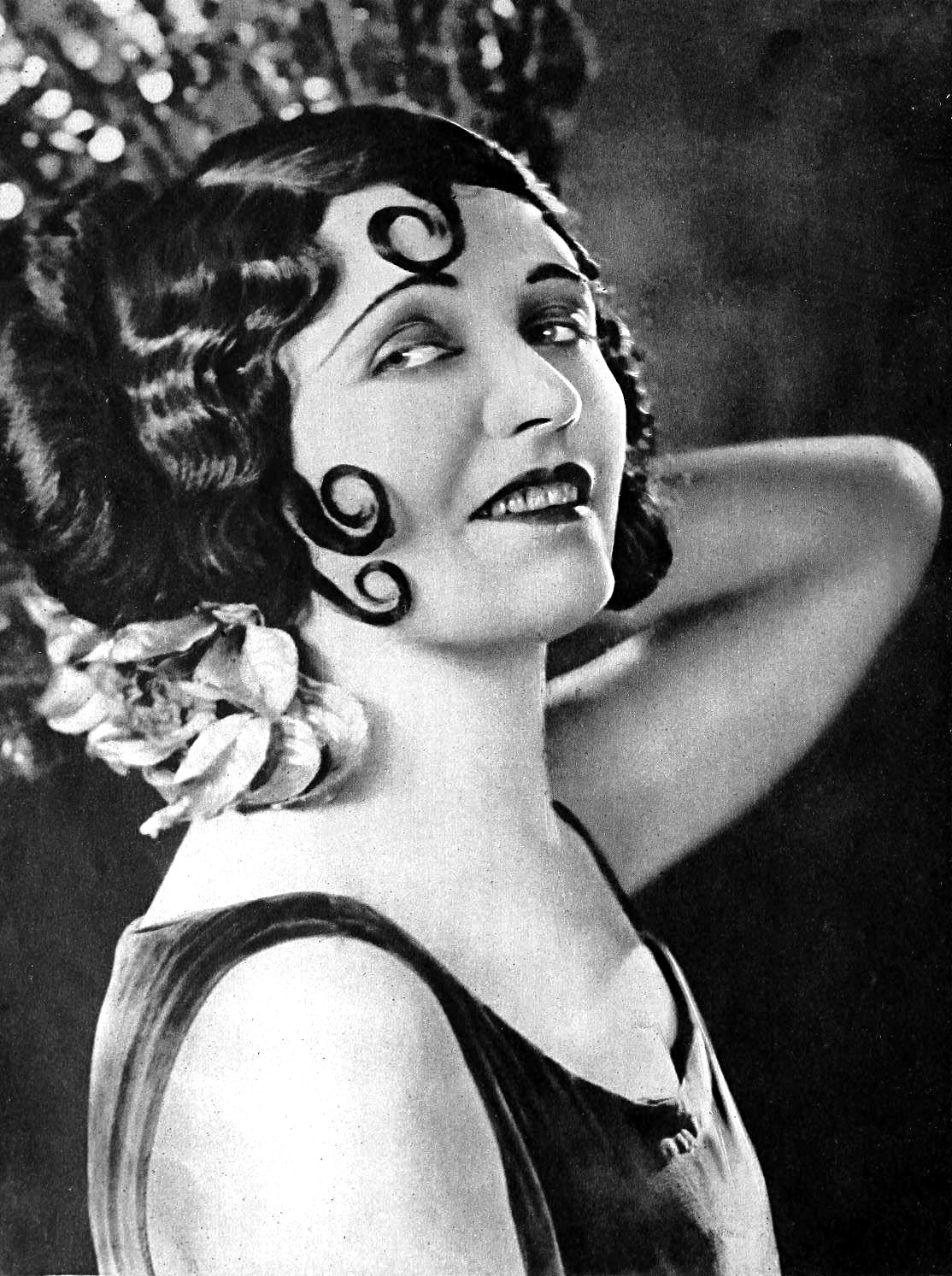
Pola Negri († 1. srpen)

John Huston († 28. srpen)

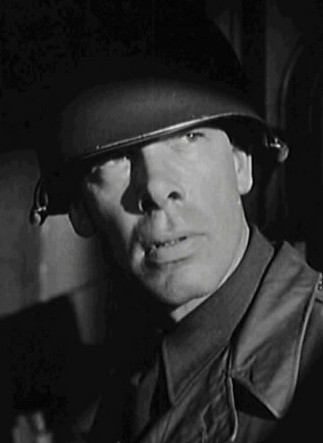
Lee Marvin († 29. srpen)

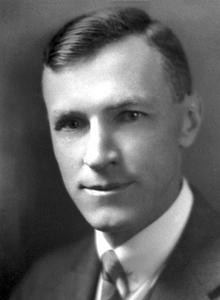
William Parry Murphy († 9. říjen)

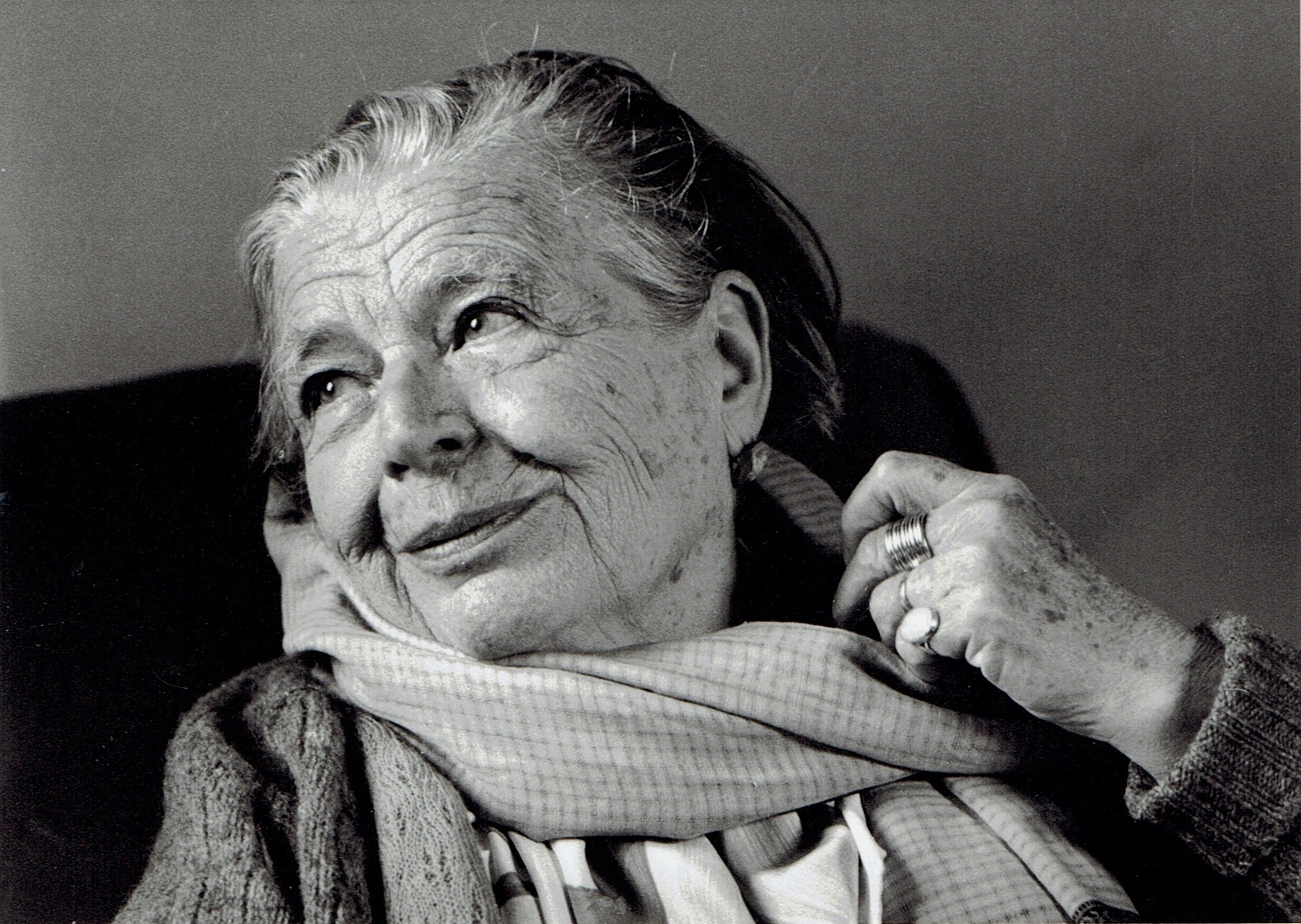
Marguerite Yourcenar († 17. prosinec)

- 05. ledna – Margaret Laurenceová, kanadská spisovatelka (* 18. července 1926)
- 15. ledna – Mark Mitin, sovětský marxisticko-leninský filosof (* 5. července 1901)
- 18. ledna – Renato Guttuso, italský malíř (* 26. prosince 1911)
- 19. ledna – Lawrence Kohlberg, americký psycholog (* 25. října 1927)
- 25. ledna – Mihrişah Sultan, osmanská princezna (* 1. června 1916)
- 30. ledna – Roy Adzak, britský malíř, sochař, rytec a fotograf (* 14. února 1927)
- 02. února – Alistair MacLean, britský spisovatel (* 21. dubna 1922)
- 03. února – Ondrej Jariabek, slovenský herec (* 20. února 1908)
- 04. února – Carl Rogers, americký psycholog a psychoterapeut (* 8. ledna 1902)
- 14. února – Dmitrij Kabalevskij, ruský hudební skladatel, klavírista, hudební teoretik a pedagog (* 30. prosince 1904)
- 15. února – Andrej Sergejevič Někrasov, sovětský spisovatel (* 22. června 1907)
- 20. února – Lev Russov, ruský malíř (* 31. ledna 1926)
- 22. února – Andy Warhol americký malíř, grafik a filmový tvůrce (* 6. srpna 1928)
- 28. února – Anny Ondráková, herečka (* 15. května 1902)
- 13. března – Helmut Folwart, německý kněz, filozof, pedagog (* 16. září 1902)
- 16. března
  - Johan Otto von Spreckelsen, dánský architekt (* 4. května 1929)
  - Karol Cengel, slovenský preparátor (* 22. října 1915)
- 19. března – Louis de Broglie, francouzský kvantový fyzik, nositel Nobelovy ceny (* 15. srpna 1892)
- 22. března – Joan Shawlee, americká filmová a televizní herečka (* 5. března 1926)
- 23. března – Július Tatár, slovenský filatelista, fotograf a amatérský entomolog (* 4. dubna 1898)
- 26. března
  - Walter Abel, americký herec (* 6. června 1898)
  - Georg Muche, německý malíř a architekt (* 8. května 1895)
- 28. března – Patrick Troughton, anglický herec (* 25. března 1920)
- 01. dubna – Henri Cochet, francouzský tenista (* 14. prosince 1901)
- 02. dubna – Buddy Rich, americký jazzový bubeník a kapelník (* 30. září 1917)
- 11. dubna
  - Erskine Caldwell, americký spisovatel a novinář (* 17. prosince 1903)
  - Primo Levi, italský spisovatel (* 31. července 1919)
- 15. dubna – Masatoši Nakajama, japonský karatista (* 13. dubna 1913)
- 17. dubna – Cornelius Van Til, nizozemský filozof a teolog (* 3. května 1895)
- 23. dubna – Mária Medvecká, slovenská malířka (* 11. září 1914)
- 27. dubna – Gioacchino Colombo, italský konstruktér (* 9. ledna 1903)
- 28. dubna – Emil Staiger, švýcarský germanista (* 8. února 1908)
- 30. dubna – Marc Aaronson, americký astronom (* 24. srpna 1950)
- 03. května
  - Pavol Blaho, slovenský a exilový politik (* 14. června 1903)
  - Dalida, francouzská zpěvačka (* 17. ledna 1933)
- 04. května – Paul Butterfield, americký bluesový zpěvák a hráč foukací harmoniku (* 17. prosince 1942)
- 12. května – Victor Feldman, britský jazzový klavírista a bubeník (* 7. dubna 1934)
- 13. května – Richard Ellmann, americký literární kritik a historik (* 15. března 1918)
- 14. května – Rita Hayworthová, americká tanečnice a herečka (* 17. října 1918)
- 17. května – Gunnar Myrdal, švédský ekonom a politik (* 6. prosince 1898)
- 18. května – Heðin Brú, faerský spisovatel (* 17. srpna 1901)
- 19. května – James Tiptree mladší, pseudonym americké spisovatelky (* 24. srpna 1915)
- 26. května – Jerucham Zeisel, izraelský politik a starosta města Haifa (* ? 1909)
- 27. května – John Howard Northrop, americký biochemik, nositel Nobelovy ceny (* 5. července 1891)
- 29. května – Charan Singh, indický premiér (* 23. prosince 1902)
- 02. června
  - François Perroux, francouzský ekonom (* 19. prosince 1903)
  - Andrés Segovia, španělský klasický kytarista a hudební pedagog. (* 21. února 1893)
  - Anthony de Mello, indický kněz, psychoterapeut a spisovatel (* 4. září 1931)
  - Fatimeh Pahlaví, íránská princezna (* 30. října 1928)
- 05. června – Natan Rapaport, americký sochař původem z Polska (* 7. listopadu 1911)
- 07. června – Tibor Frešo, slovenský skladatel a dirigent (* 20. listopadu 1918)
- 08. června – Gary Driscoll, americký Rhythm and bluesový a rockový bubeník (* 18. dubna 1946)
- 09. června – Monique Haasová, francouzská klavíristka (20. října 1909)
- 11. června – Adolf Gawalewicz, polský právník, spisovatel (* 2. září 1916)
- 12. června
  - Paul Janes, německý fotbalista (* 11. března 1912)
  - Tuvia Bielski, polský odbojář (* 8. května 1906)
- 13. června – Geraldine Page, americká divadelní a filmová herečka (* 22. listopadu 1924)
- 16. června – John Mikaelsson, švédský olympijský vítěz v chůzi na 10 kilometrů (* 6. prosince 1913)
- 18. června – Bruce Marshall, skotský spisovatel (* 24. června 1899)
- 19. června – Ian Donald, skotský gynekolog (* 27. prosince 1910)
- 22. června
  - Fred Astaire, americký zpěvák, herec, choreograf a tanečník (* 10. května 1899)
  - Raymond Ruyer, francouzský filosof (* 13. ledna 1902)
- 01. července – Snakefinger, britský hudebník a multiinstrumentalista (* 17. června 1949)
- 06. července – Jozef Čabelka, slovenský mikrometalurg (* 15. února 1910)
- 07. července – Tibor Frešo, slovenský operní dirigent a hudební skladatel (* 20. listopadu 1918)
- 09. července – Endre Vészi, maďarský spisovatel a novinář (* 19. října 1916)
- 014. července – William Stuart-Houston, nevlastní synovec Adolfa Hitlera (* 12. března 1911)
- 17. července
  - Howard McGhee, americký jazzový trumpetista (* 6. března 1918)
  - Kristjan Palusalu, estonský zápasník, olympionik (* 10. března 1908)
- 20. července – Dmitrij Danilovič Leljušenko, sovětský vojevůdce (* 2. listopadu 1901)
- 01. srpna – Pola Negri, americká herečka polského a slovenského původu (* 3. ledna 1897)
- 07. srpna – Nobusuke Kiši, japonský politik, ministr (* 13. listopadu 1896)
- 10. srpna – Casey Donovan, americký pornografický herec (* 2. listopadu 1943)
- 17. srpna – Rudolf Hess, německý nacistický politik (* 26. dubna 1894)
- 18. srpna – Erwin Schneider, rakouský horolezec a kartograf (* 13. dubna 1906)
- 23. srpna – Didier Pironi, francouzský automobilový závodník (* 26. března 1952)
- 25. srpna – Roger Houdet, francouzský politik (* 14. června 1899)
- 26. srpna – Georg Wittig, německý chemik, nositel Nobelovy ceny (* 16. června 1897)
- 27. srpna – Rudolf Uher, slovenský sochař (* 19. června 1913)
- 28. srpna – John Huston, americký filmový režisér, scenárista a herec (* 5. srpna 1906)
- 29. srpna – Lee Marvin, americký filmový herec (* 19. února 1924)
- 01. září – Gerhard Fieseler, německý stíhací pilot, konstruktér a výrobce letadel (* 15. dubna 1896)
- 3. září
  - Viktor Někrasov, ruský spisovatel (* 17. června 1911)
  - Morton Feldman, americký hudební skladatel (* 12. ledna 1926)
  - Ferdinand Čapka, slovenský architekt (* 15. srpna 1905)
- 04. září – František Dibarbora, slovenský herec (* 19. listopadu 1916)
- 05. září – Wolfgang Fortner, německý hudební skladatel a pedagog (* 12. října 1907)
- 08. září – František Gibala, slovenský sochař (* 5. dubna 1912)
- 11. září – Peter Tosh, jamajský zpěvák, skladatel, kytarista (* 19. října 1944)
- 19. září – Einar Gerhardsen, norský premiér (* 10. května 1897)
- 21. září – Jaco Pastorius, jazzový a rockový baskytarista (* 1. prosince 1951)
- 22. září – Lajos Gogolák, maďarský historik (* 18. března 1910)
- 25. září
  - Aba Kovner, izraelský básník, spisovatel a partyzánský vůdce (* 14. března 1918)
  - Boris Pantělejmonovič Mirošničenko, sovětský diplomat a ekonom (* 30. května 1911)
- 26. září
  - Herbert Tichy, rakouský spisovatel, geolog, novinář a horolezec (* 1. června 1912)
  - Ethel Catherwoodová, kanadská olympijská vítězka ve skoku do výšky 1928 (* 28. dubna 1908)
- 03. října – Jean Anouilh, francouzský dramatik (* 23. června 1910)
- 08. října – Konstantinos Tsatsos, řecký prezident (* 1. července 1899)
- 09. října – William Parry Murphy, americký lékař, nositel Nobelovy ceny (* 6. února 1892)
- 15. října – Thomas Sankara, prezident Burkiny Faso (* 21. prosince 1949)
- 19. října – Jacqueline du Pré, anglická violoncellistka (* 26. ledna 1945)
- 20. října – Andrej Nikolajevič Kolmogorov, ruský matematik (* 25. dubna 1903)
- 22. října
  - Lino Ventura, francouzsko-italský filmový herec (* 14. července 1919)
  - Antonín Rakousko-Toskánský, rakouský arcivévoda a princ toskánský (* 20. března 1901)
- 29. října – Woody Herman, americký jazzový klarinetista (* 16. května 1913)
- 30. října – Joseph Campbell, americký srovnávací religionista (* 26. března 1904)
- 05. listopadu – Elimelech Rimalt, ministr komunikací Izraele (* 1. listopadu 1907)
- 09. listopadu – Johann Schalk, německý stíhač (* 19. září 1903)
- 13. listopadu – Július Gábriš, slovenský katolický biskup (* 5. prosince 1913)
- 14. listopadu – Jig'al Šilo, izraelský archeolog (* 6. července 1937)
- 15. listopadu – Ernő Goldfinger, architekt maďarského původu (* 11. listopadu 1902)
- 18. listopadu – Jacques Anquetil, legendární francouzský cyklista (* 8. ledna 1934)
- 21. listopadu – Georgij Jefimovič Peredělskij, sovětský maršál (* 7. dubna 1913)
- 22. listopadu – Plácido Domingo Ferrer, španělský operetní zpěvák-baryton (* 8. března 1907)
- 23. listopadu – Daniel Okáli, slovenský literární kritik, publicista a politik (* 9. března 1903)
- 26. listopadu – Joy Paul Guilford, americký psycholog (* 7. března 1897)
- 30. listopadu – Josef Zaricki, izraelský malíř (* 1. září 1881)
- 01. prosince – James Baldwin, americký prozaik a dramatik (* 2. srpna 1924)
- 02. prosince
  - Jakov Borisovič Zeldovič, ruský fyzik (* 8. března 1914)
  - Donn Fulton Eisele, americký astronaut (* 23. června 1930)
  - Luis Federico Leloir, argentinský lékař a biochemik, nositel Nobelovy ceny (* 6. září 1906)
- 04. prosince
  - Arnold Lobel, americký spisovatel a ilustrátor (* 22. května 1933)
  - Constantin Noica, rumunský filozof (* 12. července 1909)
- 10. prosince
  - Giovanni Arpino, italský spisovatel (* 27. ledna 1927)
  - Jascha Heifetz, litevský houslista (* 4. února 1901)
- 14. prosince – Květoslava Viestová, slovenská protifašistická bojovnice (* 6. listopadu 1899)
- 15. prosince – Ivo Lapenna, chorvatský profesor mezinárodního práva a dějin diplomacie a esperantista (* 5. listopadu 1909)
- 17. prosince
  - Marguerite Yourcenarová, francouzská spisovatelka (* 8. června 1903)
  - Bernard Jan Alfrink, kardinál, arcibiskup Utrechtu a nizozemský primas (* 5. července 1900)
  - Arkadij Rajkin, sovětský komik (* 24. října 1911)
- 18. prosince – Warne Marsh, americký jazzový saxofonista (* 26. října 1927)
- 24. prosince – Joop den Uyl, nizozemský premiér (* 9. srpna 1919)
- ? – Jona Bogale, vůdcem etiopských Židů v Izraeli (* 1908)
- ? – Alberto Boscolo, italský historik (* 1919)

## Hlava státu
Evropa:
- Československo – Gustáv Husák
- papež – Jan Pavel II.

### Digitální archivy k roku 1987
- Dokumentární cyklus České televize Retro – rok 1987
- Pořad stanice Český rozhlas 6 Rok po roce – rok 1987
- Rudé právo v archivu Ústavu pro českou literaturu – ročník 67 rok 1987